# Pedicia persica
Pedicia (Crunobia) persica là một loài ruồi trong họ Pediciidae. Chúng phân bố ở vùng sinh thái Palearctic.